# Haloquadratum walsbyi
Haloquadratum walsbyi è una specie di microrganismo alofilo appartenente al regno degli Archaea, alla classe degli Halobacteria.